# Pisolithus marmoratus
Pisolithus marmoratus är en svampart som först beskrevs av Miles Joseph Berkeley, och fick sitt nu gällande namn av Eduard Fischer 1900. Pisolithus marmoratus ingår i släktet Pisolithus och familjen rottryfflar.   Inga underarter finns listade i Catalogue of Life.